# Unió Esportiva Castelldefels
La Unión Deportiva Castelldefels (en catalán, Unió Esportiva Castelldefels), conocida popularmente como Castel, es una entidad deportiva de Castelldefels (Barcelona), España. Fue fundado como club de fútbol el 15 de abril de 1948. 
Tanto el club como sus hinchas reciben el apelativo de «amarillos» en referencia a sus colores, tal como aparece en su himno, el «Himne del Castel», el cual en su segundo párrafo menciona «el amarillo de nuestro sol y el azul, del azul mar». A nivel institucional, la Unión Deportiva Castelldels tiene a su servicio, para atender a socios, simpatizantes y público en general, la Oficina de Atención al socio.
Sus dos rivales históricos son la Unión Deportiva Vista Alegre, contra el que disputa el derbi de la ciudad, y el Gava Fútbol Club, con quien se enfrenta en un partido entre dos ciudades vecinas las cuales tienen mucha rivalidad, siendo este uno de los encuentros de mayor rivalidad e interés en las dos ciudades.

## Historia
1948 es considerada oficialmente como la fecha de fundación de la Unió Esportiva Castelldefels, si bien el equipo pudo haber disputado algunos encuentros desde dos años antes. El club fue fundado por Augusto Rossell y Francisco Casacuberta fue su primer presidente. En sus primeros encuentros el equipo vestía con camiseta rojiblanca y pantalones blancos.
En la temporada 2001-02 logró su mayor éxito deportivo, con el ascenso a la Tercera División de España.
Al término de la temporada 2006-07, concretamente en julio de 2007, Enric Flix, el máximo accionista de la Unió Esportiva Miapuesta Figueres SAD llegó a un acuerdo de colaboración con el Ayuntamiento de Castelldefels y la UE Castelldefels para trasladar la sociedad anónima deportiva gerundense a la localidad barcelonesa, con lo que el Municipal Els Canyars acogió dos entidades distintas con naturalezas jurídicas distintas, sin mantener relación de filiación, una en Segunda B y otra Tercera. Coexistieron pues en el mismo emplazamiento UE Castelldefels y UE Miapuesta Castelldefels. Dicha campaña terminó con el descenso de ambos equipos: la UE Miapuesta Castelldefels bajó a Tercera División mientras que la UE Castelldefels, tras seis cursos en la categoría, descendió a Primera Catalana. Cabe decir, no obstante, que en febrero de 2008 ambas partes ya habían roto el convenio, con lo que en el tramo final de la 07-08 y en la 08-09 ya no hubo ningún tipo de relación entre ellas. Tanto es así que en el verano de 2008 el Miapuesta dejó Castelldefels, trasladándose a Vilajuïga (Girona).

## Indumentaria
Los colores distintivos de la Unió Esportiva Castelldefels son el amarillo y el azul estos colores no siempre han sido estos ya que cuando el club se fundó vestían de blanco y de rojo se cree que se usaron estos colores porque por aquel entonces el Athletic Club era uno de los clubes favoritos.
Más adelante cambiaron los colores porque por aquel entonces era muy complicado tener segunda equipación y muchos rivales lucían el rojo y el blanco: se cambió al azul en la camiseta y al blanco en el pantalón, y en las medias copiaba idénticamente a la selección italiana.
Por último, en la temporada 68-69 se produjo el tercer y por ahora último cambio en la vestimenta del club, dando entrada al actual amarillo en las camisetas y el azul en los pantalones.
En 2016 la segunda equipación era de color blanca y roja en memoria a la primera equipación de la UEC.
En 2019 la segunda equipación es de color azul y blanco igual que la del segundo cambio de vestimenta.

## Infraestructura

### Estadio
El estadio de la U.E. Castelldefels es Els Canyars, propiedad del ayuntamiento de Castelldefels: inaugurado en 2001, tiene una capacidad de 2500 espectadores. Se encuentra en el barrio Canyars.
Al principio de su fundación en 1948 el club no disponía de estadio para jugar sus partidos como local y por eso los disputaba en campos ajenos, uno de los cuales estaba donde hoy está el Club Andrés Jimeno.
Más tarde se construyó Via férrea donde la UEC paso a tener un estadio y allí disputaría sus encuentros como local.
El actual estadio es Els Canyars, donde juegan todas las categorías inferiores y el primer equipo.

## Datos del club
- Temporadas en 1ª: 0
- Temporadas en 2ª: 0
- Temporadas en 2ªB: 1
- Temporadas en 3ª: 16
- Mejor puesto en la liga: 6º en Tercera División (2002-03)

## Leyendas
- Chafry
- Lluís Sendra